# Antonio Di Natale
Antonio Di Natale (født i Napoli, 13. oktober 1977) er en italiensk tidligere fodboldspiller. Han spillede blandt andet for Udinese.
Di Natale spillede desuden 42 kampe og scorede 11 mål for det italienske landshold. Han deltog ved EM i både 2008 og 2012.